# 人間科学部
人間科学部（にんげんかがくぶ）は、人文学が人間の作り上げてきた総合的な文化に関する学問であるとして、その諸文化を紡ぎ上げてきた人間自身を対象に生命科学、行動科学、生物学、人類学、社会学、心理学、教育学、哲学、看護学などの多種多様な学問領域を跨いで教育・研究する大学の教育課程である。略称は人科（じんか）。
本来、人間科学というのは、フランスにおいて古くから追求されてきた「シアン・ジュメンヌ」（Sciences Humaines: 人間についての科学）の流れを汲んでいる。1960年代から1980年代にかけて欧米の多くの大学で新設された「Human Sciences」という学問領域の日本語訳であり、古典的文脈での人文科学に限らない学問領域である。その一方では、人間・文化・環境・情報・国際・総合など、時代を彩る人気の言葉が入った学部・学科・専攻名が表面的に好まれる風潮が昨今高まっており、「人間科学」という言葉が原義とは関係なく氾濫している傾向があるとの指摘もある。

## 歴史
従来の学問体系や学びのスタイルにとらわれず、より柔軟で学際的なアプローチで今日的な課題の研究の深化が望まれるようになると、文学部や教育学部からの枝分かれとして、あるいは新設学部として人間科学部や総合人間科学部といった学部を設立する動きがめばえ始める。人間科学部の設置は、国立大学では1972年（昭和47年）に大阪大学、私立大学では1976年（昭和51年）に文教大学が人間科学部を初めて新設した。1987年（昭和62年）には早稲田大学人間科学部 人間基礎科学科、人間健康科学科、スポーツ科学科が新設された。

## 学部内の組織
大学の組織によって異なるが、学部内には一般的に、人間環境科学科、健康福祉科学科、人間情報科学科、人間科学科、臨床心理学科、心理学科、教育学科、社会学科、社会福祉学科、看護学科等の学科が設置されている。

## 人間科学部を有する大学一覧

### 国立大学
- 大阪大学
- 島根大学（2017年開設）

### 私立大学
- 愛知みずほ大学
- 大阪経済大学
- 大阪国際大学
- 大阪人間科学大学
- 神奈川大学
- 金沢星稜大学（2007年開設）
- 九州産業大学
- 九州女子大学
- 金城学院大学
- 神戸松蔭女子学院大学
- 神戸女学院大学
- 甲南女子大学
- 西南学院大学
- 専修大学（2010年開設）
- 高千穂大学
- 筑紫女学園大学
- 帝塚山学院大学
- 東亜大学
- 東京都市大学
- 東洋英和女学院大学
- 東洋学園大学
- 常磐大学
- 人間総合科学大学
- 広島文教女子大学
- 文教大学（1976年開設）
- 北海道文教大学
- 武蔵野大学（2014年開設）
- 早稲田大学（1987年開設）
- 田園調布学園大学

## 国際人間科学部を有する大学一覧

### 国立大学
- 神戸大学

### 私立大学
- 鈴鹿大学

## 総合人間科学部を有する大学一覧

### 私立大学
- 尚絅学院大学
- 上智大学

## 総合人間学部を有する大学一覧

### 国立大学
- 京都大学

### 私立大学
- 山陽学園大学
- ルーテル学院大学

## 人間総合学部を有する大学一覧

### 私立大学
- 白百合女子大学

## 人間福祉学部を有する大学一覧

### 私立大学
- 関西学院大学
- 東京通信大学

## 人間文化学部を有する大学一覧

### 公立大学
- 県立広島大学
- 滋賀県立大学
- 島根県立大学

### 私立大学
- 昭和女子大学
- 福山大学